# Jens Romundstad
Jens Romundstad (født 31. maj 1971) tidligere kendt som "Biker-Jens", er en dansk erhvervsleder og forhenværende tv-personlighed.
Han blev landskendt for sin deltagelse i den første udgave af reality-programmet Robinson Ekspeditionen i 1998, som havde et gennemsnitligt seertal på 700.000. I 1999 startede han en karriere som rejsevært for TvDanmark, hvilket blev til i alt tre rejseprogrammer fra henholdsvis USA, Østen og Australien. Programmerne har tidligere været nogle af de mest genudsendte danske tv-produktioner nogensinde. I 2002 deltog han igen i Robinson Ekspeditionen og var vært på TV3's realityprogram Fear Factor, der blev optaget i Sydafrika og var i 2003 vært på dokumentarserien Et liv på grænsen.
Han valgte at trække sig helt fra medieverden i 2005. Romundstad arbejdede med HR i først dagligvarekoncernen Dagrofa, inden han i 2011 blev HR-chef i Fakta, som er én af Coops kæder, og han har markeret sig indenfor salg, ledelse og CSR. Her blev han senere salgsdirektør, og i 2019 blev han forfremmet til HR-direktør for hele Coop, som dækker kæderne Fakta, Kvickly, Irma, SuperBrugsen, Dagli'Brugsen og Coop 365. I 2020 fratrådte han som HR-direktør, og den 1. februar 2021 tiltrådte han som administrerende direktør i solcellevirksomheden Solartag. I juni 2023 stoppede han som direktør for Solartag.

## Biografi

### Baggrund
Romundstad blev født i Rødovre og boede i nogle år i Nakskov, men han er opvokset i den lille by Nysted på det sydøstlige hjørne af Lolland. Han blev student fra Nykøbing Katedralskole i 1990, hvor han fik en matematisk-samfundsfaglig studentereksamen og flyttede samme år til København, hvor han startede på Handelshøjskolen. Sideløbende med studiet drev han sit første firma Romundstad Annonce Consult, med opsøgende salg af trykte annoncer. I 1993 var han færdiguddannet civiløkonom med speciale i strategi og ledelse.
I 1993 kommer han på session og bliver indkaldt til seks måneders værnepligt i flyvevåbnet, som han aftjente på Flyvestation Skalstrup ved Roskilde. Efter at have aftjent sin værnepligt arbejdede han som annoncesælger på VesterbroBladet indtil han igen startede sit eget firma – et indendørs paintball center på Vesterbrogade, som han solgte to et halvt år efter. I 1995 skrev han reaktionsstyrkekontrakt med NATO, hvor man med kort varsel kan blive sendt i aktion. Samtidig med hans karriere i Forsvaret arbejdede han også som handelsskolelærer på Ishøj Handelsskole i slutningen af 1990'erne. I 2002 deltog han i NATO-mission "Operation Enduring Freedom" (OEF) i den tidligere sovjetiske republik Kirgisistan. Han var næstkommanderende i gruppen STO (Survival To Operate), der var med til at bevogte lufthavnen Peter J. Ganci Junior Air Base, der er opkaldt efter chefen for New York Citys brandvæsen, der omkom den 11. september 2001 under angrebet på World Trade Center.
Han har tidligere arbejdet som udviklingskonsulent hos LedelsesAkademiet og som HR-Partner hos Team-Challenge. Senere arbejdede han som HR/Kommunikationschef hos SuperGros A/S og HR Udviklingschef hos dagligvarekoncernen Dagrofa A/S. I 2008 blev hans arbejde med sundhedsledelse nomineret til ArbejdsmiljøPrisen, Netværksprisen og Danmarks Sundeste Virksomhed. Herudover blev han tildelt prisen for Årets Nyeste og Mest Kreative Sundhedstiltag.
I 2010 fik Romundstad en HD-O i virksomhedskommunikation og strategisk udvikling fra Copenhagen Business School. I 2011 blev han ansat som HR-chef hos dagligvarekæden Fakta med ansvar for 7.000 ansatte. Senere blev han salgsdirektør, og i 2019 blev han forfremmet til HR-direktør, hvor han havde ansvaret for 4.000 ansatte og en omsætning på omkring 4 mia. kr. Den 27. november 2020 fratrådte han som HR-direktør i Coop i forbindelse med en storstilet ledelsesrokade. Udover karrieren i Coop har han også arbejdet ved siden af som bestyrelsesmedlem i koncernen LHG Group.
Han er desuden selvstændig foredragsholder, primært om ledelse, CSR og personlig branding. I december 2019 indtrådte han i solcellevirksomheden Solartags bestyrelse og den 1. februar 2021 tiltrådte han som adm. direktør i virksomheden, der har patent på tagløsninger med integrerede, usynlige solceller. Han overtog direktørposten fra Solartags stifter og hovedaktionær, Thomas Pedersen. Virksomheden, der har sit hovedsæde i Ishøj har 25 ansatte og en årlig omsætning på i omegnen af 60 mio. kr.

### Personligt liv
Den 26. juli 2003 blev han gift med Karen Kastholm Romundstad i Rye Kirke. De mødte hinanden i Las Vegas på The Strip under optagelserne til "Biker-Jens i USA" i 1999. Parret er i dag bosiddende i Gevninge på Midtsjælland og sammen har de to døtre og en søn. Karen er datter af den tidligere chefredaktør på Ekstra Bladet, Claes Kastholm Hansen. Hun arbejder som selvstændig advokat med speciale i familieret.
Han har tidligere været medlem af motorcykelklubben 'No Name', hvor han har været en af drivkræfterne i etableringen af afdelingen Riverside, der har et klubhus i Gevninge mellem Roskilde og Holbæk, men han blev ekskluderet fra den i 2011. I 2005 stillede han op som lokalpolitiker for Venstre – ifølge ham selv blev han politisk tændt, da spørgsmålet om den nye kommunalreform ikke blev lagt ud til borgerne. Ved kommunalvalget den 15. november 2005 blev han valgt ind i Ny Lejre Kommunes byråd for partiet Venstre. Med i alt 596 personlige stemmer slog han både partifællerne Hvalsøs og Lejres borgmestre, Virginia Holst og Jens Hald Madsen, der fik henholdsvis 589 og 490 personlige stemmer. I 2009 meddelte han at han ikke genopstillede til kommunalvalget, og han er i dag ikke partipolitisk aktiv.

## Robinson Ekspeditionen
Han deltog i 1998 i den første sæson af det danske realityprogram Robinson Ekspeditionen, der var optaget på en tropisk ø i Malaysia. Programmet blev vist på TV3 fra den 21. september 1998 til 7. december 1998 og anses i dag for at være det første rigtige realityshow i Danmark. Robinson Ekspeditionen blev en tv-succes og havde i gennemsnit 700.000 faste seere hver uge, mens den ved finalen den 3. december 1998 opnåede et seertal på 1.119.000. Ved finalen vandt den 32-årige fængselsbetjent Regina Pedersen fra Aarhus en kvart million kroner. Det var kort efter Robinson Ekspeditionen at en journalist fra Ekstra Bladet gav ham tilnavnet "Biker-Jens". Efter hans medvirken i Robinson Ekspeditionen, havde mere end 100.000 danskere overværet hans foredrag om ekspeditionen.
Han skulle oprindeligt have været vært på Robinson Ekspeditionen 1999, men tingene på TV3 gik i stå og han takkede ja som rejsevært hos TvDanmark i stedet. I 2002 deltog han i Robinson Ekspeditionen: Det endelige opgør, hvor også deltagere fra den første sæson deltog. Ugebladet Se og Hør bragte den 17. oktober 2002 en historie om, at Biker-Jens og Tina Steele angiveligt skulle have haft seksuelt samvær efter en svømmetur. Jens anklagede efterfølgende Se og Hør for bringe usande og injurierende historier. Den 22. december 2003 blev Se og Hør i Københavns Byret dømt til at betale 10.000 kr. i tortgodtgørelse til Jens.
Han har kritiseret programmet flere gange for fra år til år at blive mere og mere etisk uforsvarligt og har blandt andet udtalt: "at hele konceptet er blevet fundamentalt anderledes."

## Rejseprogrammer

### USA
Hans mest kendte tv-program er "Biker Jens i USA" (originaltitel: "Coast to Coast USA: Biker-Jens"), som var en rejse dokumentarserie fra 1999 på 13 afsnit, hvor han kørte på en Harley-Davidson motorcykel fra Key West i Florida til San Francisco i Californien. Under turen kørte han igennem 12 stater og turen var på godt 15.000 km. Under den tre en halv måned tur oplevede han ekstremer samt hverdagen i staterne. Han prøvede alligator-wrestling, besøgte et Ku Klux Klan hvervemøde og besøgte en håndfuld danskere, der bor i USA og har en vellykket karriere, blandt andre den verdensberømte Morten Andersen, der var kicker for Atlanta Falcons, Metallicas trommeslager Lars Ulrich og skuespilleren/stuntmanden Sven-Ole Thorsen. Ligeledes mødte han UFO-entusiaster i nærheden af den berømte militærbase Area 51 i Nevada og mødte Voodoo-præstinder.
Programmet blev TvDanmarks mest sete program i slutningen af 1999, og han underskrev en ny kontrakt med tv-stationen om at lave yderligere to rejseprogrammer, der skulle finde sted i Asien og Australien. Programmet blev en tv-succes og havde i gennemsnit 400.000 seere i ugen.

### Østen og Australien
I 2000 blev yderligere to programmer optaget – et i Asien og Australien. "Biker-Jens i Østen" handlede om hans motorcykeltur gennem Østens farverige og snoede bjergveje i Thailand, Malaysia og Singapore. Programmet var på 10 afsnit. Det blev til en rejse hvor han blandt andet mødte den dansk-thailandske popsanger Peter Corp Dyrendal, prøvede thaiboxing, besøgte et buddhistisk tempel, oplevede en slangeopvisning og besøgte et slange-hospital samt dykning i havet ved Phuket og rejste rundt i flere store jungler, hvor han prøvede lokale delikatesser som durian-frugt og græshopper.
I 2001 blev det sidste rejseprogram, "Biker-Jens Down Under", sendt. Denne gang foregår rejsen i Australien og programmet var på 10 afsnit. Det blev til en rejse hvor han kørte gennem mange kilometers ensom kørsel i ørken, kørte gennem regnskove og storbyer, deltog i en vildsvinejagt og bushvandring med aboriginies, mødte drag queens, krokodille- og krabbejagt, arbejdede som stockman og guldgraver, besøgte den australske skuespiller Paul Hogan under optagelserne til Crocodile Dundee in Los Angeles.

## Andre programmer

### Fear Factor
I 2002 var han vært på TV3's realityprogram 'Fear Factor', der blev optaget i Sydafrika, og programmet handlede om at overskride grænser og bekæmpe sin frygt. Deltagerne skulle igennem en række forskellige grænseoverskridende udfordringer i kampen om at vinde et stort pengebeløb. 227.000 seere fulgte premieren på 'Fear Factor' i marts 2002, men programmet blev aldrig den succes som TV3 havde håbet på.

### Et liv på grænsen
Et liv på grænsen var en dokumentarserie fra 2003 hvor Biker-Jens portrætterede otte forskellige ekstreme livsstile i USA. Herunder en professionel wrestling kamp hvor han blev slået bevidstløs, prøvede sig som mandlig stripper, blev skudt ud af en menneskelig kanonkugle og fløj 30 meter op, levede på gaden som hjemløs, prøvede sig som rodeo-cowboy og tyrefægter, som rapper i et hiphop-miljø i Brooklyn i New York City samt i en konkurrence mod verdensmesteren i fridykning Martin Stephanic, hvor han mistede bevidstheden efter 4 minutter og 16 sekunder under vand uden luft, og her var han faktisk tæt på at miste sit liv i konkurrencen, hvis ikke det tilstedeværende personale hev ham op af vandet. På trods af at serien fik megen opmærksomhed og mediedækning på daværende tidspunkt var seertallet dog ikke så imponerende højt.
Den 20. marts 2004 modtog han og programmet den amerikanske pris "Eighteen Annual Brigitte Bardot International Genesis Award" på Beverly Hilton i Hollywood i Californien i USA. Prisen blev uddelt af den amerikanske dyreværnsorganisation Humane Society of the United States (HSUS). Prisen blev uddelt til Biker-Jens og programmet med blandt andet følgende begrundelse fra organisationen bag prisen: "For ved selvoplevelse som vært i programmet at forsøge sig med tyrefægtning og derigennem på egen krop opdage, at denne blodige "sport" og såkaldte kunstform er udsøgt ond og ganske unfair konkurrence, der giver fordele til matadoren og imod tyren".

## Hæderspriser
Humane Society of the United States Genesis Award, The Brigit Bardot International Award – 2004.
Var i 2008 nomineret til både ArbejdsmiljøPrisen, Danmarks Sundeste Virksomhed og Netværksprisen.
I 2015 blev han hyldet med den anerkendte pris ’CSR Peoples Prize 2015’, som gives til folk eller virksomheder i Danmark, der gør en ekstraordinær indsats for at udvise socialt ansvar over for både medarbejdere og lokalsamfund.
Romundstad fik i 2018 overrakt CSR People Æresprisen af Prins Joachim. Prisen blev givet for Romundstads store sociale indsats, heriblandt initiativet Klar til Start, som er et uddannelses- og træningsforløb for unge med Autisme Spektrum Forstyrrelse. Den 24. september 2020 blev han hædret med HR-prisen 2020, der uddeles af organisationen Dansk HR. Begrundelsen var, at han især gør en stor indsats for at skabe plads til medarbejdere på kanten af arbejdsmarkedet.